# Cova Água
Cova Água és una localitat de São Tomé i Príncipe al districte de Cantagalo, al nord-est de l'illa de São Tomé. La seva població és de 725 habitants (2008 est.).

## Evolució de la població
| 2001 | 2008 |
| 646  | 725  |